# Camp militaire Tshatshi
Le Camp lieutenant-colonel Tshatshi est l'une des bases militairesles plus stratégiques de la république démocratique du Congo (RDC). Situé dans la commune de Ngaliema à Kinshasa, ce camp occupe une place importante dans l’organisation et les opérations des Forces armées de la république démocratique du Congo « FARDC ». Il abrite également des institutions militaires et politiques majeures, ce qui en fait un centre névralgique du pouvoir militaire et gouvernemental du pays.

## Historique
Le Camp Tshatshi a été construit à l'époque coloniale belge dans le cadre de la consolidation du pouvoir colonial à Léopoldville (actuelle Kinshasa). Après l’indépendance de la RDC en 1960, il a été rebaptisé au nom du lieutenant-colonel Joseph Damien Tshatshi pour honorer des figures importantes de l’histoire militaire nationale. Le camp est devenu le siège de la Haute Commande des FARDC et joue un rôle clé dans les affaires militaires et politiques du pays.
En plus de ses fonctions militaires, le camp Tshatshi est également reconnu pour abriter certaines institutions gouvernementales stratégiques, notamment des résidences présidentielles et des bureaux de hauts responsables militaires.

## Caractéristiques principales
Le Camp Tshatshi se distingue par son rôle multifonctionnel dans le cadre des FARDC. Il s’agit non seulement d’une base militaire, mais aussi d’un lieu de résidence et d’un centre de commandement national. Sa superficie, bien qu’inférieure à celle du Camp Kokolo, reste significative pour ses multiples installations.

## Situation géographique
Le Camp Tshatshi est situé dans une zone stratégique de Kinshasa, proche des quartiers administratifs et politiques importants. Il est entouré par plusieurs avenues et infrastructures clés, assurant une connexion rapide avec les principaux axes de la ville et les institutions de l’État.

## Rôle et fonctionnement
Le Camp Tshatshi joue plusieurs rôles cruciaux :
1. Centre de commandement : Il abrite le quartier général des FARDC, où sont prises des décisions stratégiques pour la défense nationale.
2. Hébergement : Certaines infrastructures sont destinées à loger les hauts responsables militaires et leurs familles.
3. Sécurité présidentielle : Le camp est réputé pour son rôle dans la protection des institutions et des personnalités de haut rang, notamment le président de la République.

## Vie des habitants
Bien que son rôle soit principalement axé sur les fonctions militaires et politiques, le Camp Tshatshi accueille également des résidents. Ces derniers, principalement des familles de hauts gradés militaires, bénéficient d’un accès privilégié à certaines infrastructures. Cependant, la vie au camp reste régie par des règles strictes, compte tenu de sa nature stratégique,.

## Signification et importance
Le Camp Tshatshi est considéré comme le cœur du pouvoir militaire et un symbole de l’autorité de l’État en République démocratique du Congo. Il incarne l’histoire et l’évolution des forces armées du pays, tout en jouant un rôle essentiel dans la protection des institutions républicaines.
Cependant, comme beaucoup d’autres infrastructures militaires en RDC, le Camp Tshatshi fait face à des défis, notamment le besoin de modernisation et l’entretien des installations. Malgré cela, il demeure une pierre angulaire de la sécurité et de la défense nationale.